# Hip-hop islandais
Le hip-hop islandais, ou rap islandais, désigne la culture hip-hop en Islande.

## Histoire
Le premier crew de hip-hop islandais est Quarashi, qui s'inspirera du rock hybride des Beastie Boys et Rage Against the Machine. Au moment où Quarashi publie son premier album, plusieurs groupes de rap se forment, comme Subterranean, notable pour avoir publié le hit islandais le plus connu appelé Central Magnetizm ainsi que d'autres groupes : Team 13 (plus tard Twisted Minds), Multifunctionals, Oblivion, Bounce Brothers et Hip Hop Elements (plus tard Kritikal Mazz). Ils rappent en anglais à l'exception d'une chanson des Multifunctionals intitulée Númer 1. À cette période, le premier crew qui rappe entièrement en islandais est Sækópah avec les rappeurs BlazRoca et Sesar A. Peu après, ils forment SupahSyndikal avec des membres de Subterranean et Tríó Óla Skans. BlazRoca et Sesar A. Ils seront les piliers de la seconde génération d'artistes qui définira le rap islandais.
XXX Rottweiler (anciennement 110 Rottweilerhundar), avec Sesar A, est le premier à publier un album hip-hop en Islande en 2001. En 2002, une nouvelle vague de rappeurs se lance : Móri, Afkvæmi Guðanna (The Offspring of the Gods), Bent og 7Berg, Skytturnar, Hæsta Hendin, et Forgotten Lores. 